# Женевский, Владислав Александрович
Владислав Александрович Женевский (настоящая фамилия Хазиев) (24 декабря 1984 года — 4 ноября 2015 года) — российский писатель, переводчик, литературный критик, редактор и автор онлайн-журнала «Darker». Один из пионеров жанра weird в России.

## Биография
Родился и жил в Уфе (в селе Михайловка). Рано научился читать, сочинял собственные сказки и стихи. Окончил школу в 2003 году с золотой медалью. Учился на инженера-математика. Увлёкся литературой, перевёлся на факультет романо-германской филологии. Начал собственные литературные опыты.
После окончания университета работал, как переводчик и редактор, в городской администрации. Обучался на семинарах Владимира Баканова. Также работал редактором, журналистом и рецензентом. Сотрудничал с такими изданиями, как «Мир фантастики» и «FANтастика», книжными издательствами.
Был одним из основателей Литературного общества «Тьма», главным редактором PDF-журнала «Тьма», стоял у истоков онлайн-журнала Darker. Входил в номинационную комиссию премии «Новые горизонты» и неоднократно выигрывал конкурс рецензий «Фанткритик». Был одним из администраторов сайта «Лаборатория фантастики».
Как писатель Владислав Женевский развивал направление weird fiction, но работал и в других поджанрах литературы ужасов.
Официальный дебют состоялся в 2014 году, с публикации в антологии «Фантастический детектив 2014» (рассказ «Запах»). Публиковался в антологиях мистики и хоррора «Тёмная сторона дороги», «Самая страшная книга 2015», «13 маньяков», «Хеллоуин. Самая страшная книга» и «Мистериум. Полночь дизельпанка».
С начала 2010-х годов страдал от болезненных состояний, впоследствии была диагностирована опухоль головного мозга. Дважды перенёс операцию. Однако после периодов ремиссии наступал рецидив.
4 ноября 2015 года скончался после продолжительной госпитализации.

### Псевдоним
Был взят в честь Женевского озера, где на вилле Диодати Джордж Байрон, Мэри Шелли и Джон Полидори заключили литературное пари.

## Критика
Творчество писателя высоко оценивается критиками и читателями. Его критическая деятельность также заслужила одобрение. Как писал Василий Владимирский: «[…] как журналист, литературный критик и популяризатор „тёмных жанров“ Владислав Женевский добился не меньших успехов, чем в амплуа рассказчика». Писатель и редактор Михаил Парфёнов утверждал, что по уровню литературного мастерства и фантасмагоричности тем, творчество Женевского сравнимо с произведениями Сартра, Камю и Кафки. По мнению прозаика и литературного критика Михаила Квадратова:
Был тонким знатоком жанров horror и weird, хорошим переводчиком, популяризатором. Но главное всё-таки — состоялся как настоящий серьёзный прозаик. Его могло ждать большое литературное будущее, ведь любые жанры ему были тесны. Как Лавкрафту, Эдгару По и Уильяму Блейку.
Дарья Тоцкая: 
 […] рассказ Влада «Kom» вполне тянет на современный piece of masterpiece, цельный, гениально состыковывающий многоплановость бытия с надреальным миром ожиданий, предчувствий и предполагаемого индивидуального опыта посмертия. 

### Собственные сочинения
- Женевский, Владислав. Запах / составитель М. С. Парфенов. — Москва: Аст, 2016. — 384 с. — ISBN 978-5-17-097774-1.

### Переводы
Переводил жанровую литературу, преимущественно с английского языка. Под конец жизни сделал несколько переводов с немецкого. В переводах Женевского были опубликованы произведения таких известных жанровых писателей, как Стивен Кинг, Говард Лавкрафт, Лэрд Баррон, Томас Лиготти, Адам Нэвилл, Питер Уоттс и другие. Незавершённым, из-за болезни, остался перевод романа Клайва Баркера «Алые песнопения». Впоследствии перевод был закончен украинским художником, писателем и переводчиком, Сергеем Крикуном, близким другом Владислава Женевского.
В 2013 году в его переводе с русского на английский был опубликован рассказ Леонида Андреева «Он», а также сопроводительная статья о творчестве писателя. Работа была подготовлена для авторитетного жанрового интернет-сайта Weird Fiction Review, по просьбе писателя Джеффа Вандермеера. Также Женевский выступил экспертом для жанровой антологии, подготовленной супругами Вандермеерами: «Без его помощи наша готовящаяся к публикации антология фантастической литературы осталась бы неполной, лишённой произведений русских и украинских авторов».

### Эссе
Наибольшую известность приобрело эссе «Хоррор в русской литературе». (Часть 1, Часть 2, Список литературы).

## Память
- «О Владе», мемориальная статья, журнал «DARKER», электронная публикация, 2016 год;
- Премия «Мастера Ужасов» // Специальная награда за заслуги в жанре, 2019
- «Самая страшная книга. 13 мертвецов», сборник рассказов, издательство «АСТ», 2022 год[b].

### Комментарии
1. ↑  Имеется в виду The Big Book of Science Fiction, Random House, 2016. Для антологии перевёл рассказ «Гибель главного города» Ефима Зозули. В книге ошибочно назван Владимиром Женевским[20].
2. ↑  Был опубликован с посвящением трём умершим авторам: Владиславу Женевскому, Василию Рузакову (умер в 2021 году) и Виктории Ерошкиной (умерла в 2017 году). «Памяти хоррор-энтузиастов, которых уже нет с нами [...] Эти люди своим личным примером показывали, что такое настоящая беззаветная любовь к жанру, восхищали и вдохновляли всех, кто их знал. Помните их — они вечно молодые».